# Чемпіонат Південної Америки з легкої атлетики 2023
Чемпіонат Південної Америки з легкої атлетики 2023 був проведений 28-30 липня в Сан-Паулу на стадіоні «Ікару ді Кастру Мелу».

## Призери

### Чоловіки
| Дисципліни                | Золото                                                                   | Золото    | Срібло                                                                         | Срібло    | Бронза                                                               | Бронза    |
| ------------------------- | ------------------------------------------------------------------------ | --------- | ------------------------------------------------------------------------------ | --------- | -------------------------------------------------------------------- | --------- |
| 100 метрів[a]             | Ерік Кардозу Бразилія                                                    | 9,97 CR   | Рональ Лонга Колумбія                                                          | 9,99 NR   | Паулу Андре ді Олівейра Бразилія                                     | 10,03     |
| 200 метрів[a]             | Алонсо Едвард Панама                                                     | 20,30     | Сезар Ескобар Парагвай                                                         | 20,49     | Жоржі Відес Бразилія                                                 | 20,59     |
| 400 метрів                | Антоні Самбрано Колумбія                                                 | 45,52     | Ельян Ларрехіна Аргентина                                                      | 45,63     | Джон Перласа Колумбія                                                | 45,86     |
| 800 метрів                | Едуарду Рібейру Морейра Бразилія                                         | 1.47,12   | Рафаель Муньйос Чилі                                                           | 1.47,27   | Хосе Майта Венесуела                                                 | 1.47,65   |
| 1500 метрів               | Дієго Хав'єр Лакамойре Аргентина                                         | 3.47,99   | Гільєрме Куртц Бразилія                                                        | 3.48,11   | Андре Карлус Соуза Салес Бразилія                                    | 3.49,24   |
| 5000 метрів               | Валентин Сока Уругвай                                                    | 13.55,42  | Гуальберто Моліна Аргентина                                                    | 13.55,75  | Алтобелі Сантос да Сілва Бразилія                                    | 13.55,91  |
| 10000 метрів              | Карлос Діас Чилі                                                         | 28.57,18  | Ігнасіо Веласкес Чилі                                                          | 29.00,91  | Дієго Патрісіо Аревало Віжняй Еквадор                                | 29.10,79  |
| 110 метрів з бар'єрами    | Едуарду Родрігес Бразилія                                                | 13,59     | Браян Рохас Колумбія                                                           | 13,72     | Мартін Саенс Чилі                                                    | 13,76     |
| 400 метрів з бар'єрами    | Матеус Ліма да Сілва Бразилія                                            | 49,44     | Бруно де Хенаро Аргентина                                                      | 50,35     | Крістобаль Муньйос Чилі                                              | 50,89     |
| 3000 метрів з перешкодами | Маркос Хуліан Моліна Аргентина                                           | 8.36,47   | Карлос Андрес Сан Мартін Колумбія                                              | 8.39,23   | Хуліо Паломіно Перу                                                  | 8.48,93   |
| 4×100 метрів              | БразиліяПаулу де Олівейра Феліпе Барді Ерік Кардозу Родріго ду Насіменту | 38,70     | ПарагвайДжонатан Волк Місаель Саласар Фреді Майдана Сесар Ескобар              | 39,25     | ВенесуелаДавід Вівас Рафаель Васкес Алексіс Ньєвес Браян Астудільйо  | 39,55     |
| 4×400 метрів              | ВенесуелаХав'єр Гомес Хуліо Родрігес Келвіс Падріно Хосе Майта           | 3.04,14   | БразиліяВітор ді Міранда Лукас Карвалью Максуел Сантана Дуглас Ернандес Мендес | 3.04,15   | АргентинаЕммерт Педро Бруно де Хенаро Хуліан Гавіола Ельян Ларрехіна | 3.05,76   |
| Ходьба 20000 метрів       | Луїс Генрі Кампос Перу                                                   | 1:21.25,6 | Джонатан Аморес Еквадор                                                        | 1:21.42,9 | Макс Батіста Гонсалвес дус Сантус Бразилія                           | 1:23.21,7 |
| Стрибки у висоту          | Карлос Лайой Аргентина                                                   | 2,23      | Фернанду Феррейра Бразилія                                                     | 2,21      | Тальєс Соуза Бразилія                                                | 2,13      |
| Стрибки з жердиною        | Херман К'яравільйо Аргентина                                             | 5,55      | Діандер Родольфо Пачо Велес Еквадор                                            | 5,40      | Рікардо Монтес де Ока Венесуела                                      | 5,40 NR   |
| Стрибки в довжину         | Арновіс Дальмеро Колумбія                                                | 8,29      | Емільяно Ласа Уругвай                                                          | 8,08      | Лукас Марселіно дус Сантус Бразилія                                  | 7,83      |
| Потрійний стрибок         | Альмір дус Сантус Бразилія                                               | 17,24     | Гейнер Морено Колумбія                                                         | 16,58     | Леодан Торреальба Венесуела                                          | 16,52     |
| Штовхання ядра            | Веллінгтон Мораїс Бразилія                                               | 20,59     | Насарено Сасія Аргентина                                                       | 19,75     | Вілліан Венансіо Бразилія                                            | 19,45     |
| Метання диска             | Клаудіо Ромеро Чилі                                                      | 63,24     | Хуан Хосе Кайседо Еквадор                                                      | 62,46     | Маурісіо Ортега Колумбія                                             | 60,15     |
| Метання молота            | Умберто Мансілья Чилі                                                    | 75,92     | Габріель Кер Чилі                                                              | 75,57     | Хуакін Гомес Аргентина                                               | 73,77     |
| Метання списа             | Педро Нуньєс Бразилія                                                    | 80,26     | Біллі Хуліо Колумбія                                                           | 78,72     | Луїс Діас да Сілва Бразилія                                          | 77,17     |
| Десятиборство             | Хосе Фернандо Феррейра Бразилія                                          | 8058      | Сантьяго Форд Чилі                                                             | 7845      | Херсон Ісагірре Венесуела                                            | 7691      |

a  Суринамський спринтер Іссамаде Асінга був першим у фінальних забігах на 100 та 200 метрів (з результатами 9,89 та 20,19 відповідно), проте згодом був дискваліфікований на 4 роки за порушення антидопінгових правил із анулюванням показаних на чемпіонаті результатів.

### Жінки
| Дисципліни                | Золото                                                                                         | Золото       | Срібло                                                                   | Срібло    | Бронза                                                             | Бронза    |
| ------------------------- | ---------------------------------------------------------------------------------------------- | ------------ | ------------------------------------------------------------------------ | --------- | ------------------------------------------------------------------ | --------- |
| 100 метрів                | Віторія Крістіна Роза Бразилія                                                                 | 11,17 CR     | Анхела Теноріо Еквадор                                                   | 11,30     | Аймара Насарено Еквадор                                            | 11,38     |
| 200 метрів                | Ніколь Кайседо Еквадор                                                                         | 22,81        | Шарі Валлесілья Колумбія                                                 | 23,07     | Ана Кароліна Азеведу Бразилія                                      | 23,13     |
| 400 метрів                | Мартіна Вайль Чилі                                                                             | 51,11 CR     | Евеліс Агілар Колумбія                                                   | 51,41     | Ніколь Кайседо Еквадор                                             | 51,53     |
| 800 метрів                | Флавія Марія ді Ліма Бразилія                                                                  | 2.01,82      | Дебора Родрігес Уругвай                                                  | 2.03,94   | Бердіне Кастільйо Чилі                                             | 2.04,16   |
| 1500 метрів               | Федра Луна Аргентина                                                                           | 4.14,52      | Жулі Феррейра да Сілва Бразилія                                          | 4.16,11   | Марія Пія Фернандес Уругвай                                        | 4.16,78   |
| 5000 метрів               | Федра Луна Аргентина                                                                           | 16.06,00     | Лісайда Вальдівія Перу                                                   | 16.12,45  | Муріель Паредес Колумбія                                           | 16.20,82  |
| 10000 метрів              | Лус Мері Рохас Перу                                                                            | 34.25,0      | Лісайда Вальдівія Перу                                                   | 34.26,0   | Даяна Окампо Аргентина                                             | 34.28,2   |
| 100 метрів з бар'єрами    | Кароліне ді Мелу Томас Бразилія                                                                | 13,26        | Мікаела Роза ді Меллу Бразилія                                           | 13,34     | Марія Егіхурен Чилі                                                | 13,81     |
| 400 метрів з бар'єрами    | Шаєнне Перейра Бразилія                                                                        | 55,90        | Б'янка Амаро Бразилія                                                    | 57,30     | Валерія Каракас Колумбія                                           | 57,31     |
| 3000 метрів з перешкодами | Татьяне Ракел да Сілва Бразилія                                                                | 9.55,73      | Сімоне Понте Феррас Бразилія                                             | 9.59,44   | Клара Байоккі Аргентина                                            | 10.19,71  |
| 4×100 метрів              | БразиліяАна Кароліна Азеведу Віторія Крістіна Роза Барбара Леонсіо Розанжела Крістіна Олівейра | 43,47        | КолумбіяЕвелін Рівера Анхеліка Гамбоа Шарі Валлесілья Мелані Хойбель     | 44,18     | ЧиліВівіана Оліварес Ісідора Хіменес Анаїс Ернандес Хав'єра Каньяс | 44,40     |
| 4×400 метрів              | КолумбіяЛіна Лікона Валерія Кабесас Єніфер Паділья Евеліс Агілар                               | 3.31,39      | БразиліяЖайні дус Сантус Жулія Роша Дайзіеллен Атла Тіффані ду Насіменту | 3.31,63   | ЧиліПулетт Кардок Бердіне Кастільйо Анаїс Ернандес Мартіна Вайль   | 3.35,39   |
| Ходьба 20000 метрів       | Марі Лус Андія Перу                                                                            | 1:29.07,5 AR | Паула Торрес Еквадор                                                     | 1:33.06,1 | Габріела де Соуса Муніс Бразилія                                   | 1:33.31,8 |
| Стрибки у висоту          | Валділея Мартінс Бразилія                                                                      | 1,84         | Марія Арболеда Колумбія                                                  | 1,78      | Дженніфер Родрігес Колумбія                                        | 1,78      |
| Стрибки з жердиною        | Жуліана де Меніс Кампус Бразилія                                                               | 4,60         | Робейліс Пейнадо Венесуела                                               | 4,50      | Катрін Кастільйо Колумбія                                          | 4,20      |
| Стрибки в довжину         | Еліане Мартінс Бразилія                                                                        | 6,62         | Ліссандра Кампус Бразилія                                                | 6,32      | Юліана Ангуло Еквадор                                              | 6,26      |
| Потрійний стрибок         | Габріеле Соуза дус Сантус Бразилія                                                             | 13,92        | Естрелья Лобо Колумбія                                                   | 13,54     | Адріана Чіла Еквадор                                               | 13,42     |
| Штовхання ядра            | Івана Гальярдо Чилі                                                                            | 17,39        | Лівія Авансіні Бразилія                                                  | 17,04     | Наталія Дуко Чилі                                                  | 16,93     |
| Метання диска             | Ісабела Родрігес да Сілва Бразилія                                                             | 61,26        | Карен Гальярдо Чилі                                                      | 59,92     | Андресса Олівейра ді Мораїс Бразилія                               | 59,37     |
| Метання молота            | Роза Родрігес Венесуела                                                                        | 68,12        | Майра Гавірія Колумбія                                                   | 67,07     | Хімена Соррілья Перу                                               | 65,92     |
| Метання списа             | Флор Руїс Колумбія                                                                             | 61,82        | Жусілене ді Ліма Бразилія                                                | 60,68     | Марія Мурільйо Колумбія                                            | 59,75     |
| Семиборство               | Марта Араухо Колумбія                                                                          | 5785         | Тамара ді Соуза Бразилія                                                 | 5314      | Марія Мурільйо Колумбія                                            | 5229      |

### Змішана дисципліна
| Дисципліна   | Золото                                                         | Золото  | Срібло                                                                                     | Срібло  | Бронза                                                            | Бронза  |
| ------------ | -------------------------------------------------------------- | ------- | ------------------------------------------------------------------------------------------ | ------- | ----------------------------------------------------------------- | ------- |
| 4×400 метрів | КолумбіяДжон Перласа Ліна Лікона Антоні Самбрано Евеліс Агілар | 3.14,79 | БразиліяТьягу Лемес да Сілва Хулія Апаресіда Роша Дуглас Ернандес Мендес Джайні дус Сантус | 3.18,02 | ЕквадорАлан Мінда Габріела Суарес Франсіско Техеда Ніколь Кайседо | 3.24,42 |

## Медальний залік
| Місце               | Країна              | Золото | Срібло | Бронза | Загалом |
| ------------------- | ------------------- | ------ | ------ | ------ | ------- |
| 1                   | Бразилія            | 19     | 14     | 10     | 43      |
| 2                   | Колумбія            | 6      | 10     | 9      | 25      |
| 3                   | Аргентина           | 6      | 4      | 4      | 14      |
| 4                   | Чилі                | 5      | 5      | 7      | 17      |
| 5                   | Перу                | 3      | 2      | 2      | 7       |
| 6                   | Венесуела           | 2      | 1      | 5      | 8       |
| 7                   | Суринам             | 2      | 0      | 0      | 2       |
| 8                   | Еквадор             | 1      | 5      | 6      | 12      |
| 9                   | Уругвай             | 1      | 2      | 1      | 4       |
| 10                  | Парагвай            | 0      | 1      | 1      | 2       |
| 11                  | Панама              | 0      | 1      | 0      | 1       |
| Загалом (11 збірна) | Загалом (11 збірна) | 45     | 45     | 45     | 135     |